# Frankenhooker
Frankenhooker (br: Frankenhooker: Que Pedaço De Mulher!) é um filme americano de 1990 de terror e comédia de humor negro. É uma paródia baseada no livro Frankenstein de Mary Shelley.

## Sinopse
Após a acidental morte de sua noiva por um cortador de grama, eletricista aspirante a cientista maluco decide restaurar o corpo dela com partes de corpos de prostitutas.

## Elenco
- James Lorinz como Jeffrey Franken
- Joanne Ritchie como Mrs. Shelley
- Paul-Felix Montez como Goldie
- Joseph Gonzalez como Zorro the Pimp
- Patty Mullen como Elizabeth Shelley
- J.J. Clark como Mr. Shelley
- Carissa Channing como Dolores
- Shirl Bernheim como Elizabeth's Grandmother
- Judy Grafe como Newscaster
- Helmar Augustus Cooper como Detective Anderson
- Louise Lasser como Jeffrey's Mother
- John Zacherle como Weatherman
- Charlotte J. Helmkamp como Honey
- Lia Chang como Crystal
- Kimberly Taylor como Amber
- Shirley Stoler como Spike the Bartender
- Ari M. Roussimoff como Zorro's Customer